# Wilhelm Schüler (Politiker, 1899)
Wilhelm Schüler (* 29. Januar 1899 in Hannover; † 12. Februar 1964 ebenda) war ein deutscher Politiker (DRP) und Mitglied des Niedersächsischen Landtages.

## Leben
Nach dem Ende der Mittelschule besuchte Wilhelm Schüler technische Fachschulen und arbeitete danach als Konstrukteur. Er arbeitete als solcher in der Industrie zwölf Jahre im Bereich Glasmaschinen und zwölf Jahre im Bereich Gummimaschinen. Zudem war er freiberuflich als technischer Berater tätig. Er wurde als Kriegsteilnehmer sowohl im Ersten Weltkrieg als auch im Zweiten Weltkrieg eingesetzt.
Ab dem Jahr 1922 begann Schüler, sich politisch zu engagieren. Nach Ende des Zweiten Weltkrieges gründete er im Jahr 1946 mit anderen die Deutsche Aufbaupartei–Deutsche Rechtspartei.
Vom 29. Dezember 1952 bis 5. Mai 1955 war er Mitglied des Niedersächsischen Landtages (2. Wahlperiode), in der Zeit vom 1. September 1954 bis 5. Mai 1955 wirkte er als Schriftführer im Niedersächsischen Landtag. Ab 12. Januar 1953 gehörte er der Gruppe Abgg. Büchler u. Gen. an, ab 19. März 1953 der Gruppe Deutsche Reichspartei und vom 9. Oktober 1953 bis 13. Januar 1955 schließlich der Fraktion Mitte.